# امیر حداد (تنیس‌باز)
 امیر حداد (انگلیسی: Amir Hadad؛ زاده ۱۷ فوریهٔ ۱۹۷۸) یک تنیس‌باز اهل اسرائیل است. 